# 1987-es úszó-Európa-bajnokság
Az 1987-es úszó-Európa-bajnokságot Strasbourgban, Franciaországban rendezték augusztus 16. és augusztus 23. között. Az Eb-n 41 versenyszámot rendeztek. 32-t úszásban, 4-et műugrásban, 3-at szinkronúszásban és 2-t vízilabdában. Bekerült a programba az 50 m-es gyorsúszás.

## Éremtáblázat
(A táblázatban Magyarország és a rendező nemzet eltérő háttérszínnel kiemelve.)
| Helyezés | Nemzet         | Arany | Ezüst | Bronz | Összesen |
| 1.       | NDK            | 18    | 13    | 10    | 41       |
| 2.       | Szovjetunió    | 6     | 9     | 6     | 21       |
| 3.       | NSZK           | 4     | 4     | 9     | 17       |
| 4.       | Magyarország   | 3     | 2     | 1     | 6        |
| 5.       | Franciaország  | 3     | 1     | 2     | 6        |
| 6.       | Románia        | 2     | 1     | 5     | 8        |
| 7.       | Nagy-Britannia | 2     | 1     | 1     | 4        |
| 8.       | Hollandia      | 2     | 1     | 0     | 3        |
| 9.       | Svédország     | 1     | 0     | 1     | 2        |
| 10.      | Olaszország    | 0     | 3     | 2     | 5        |
| 11.      | Ausztria       | 0     | 2     | 0     | 2        |
| 12.      | Svájc          | 0     | 1     | 3     | 4        |
| 13.      | Dánia          | 0     | 1     | 1     | 2        |
| 14.      | Belgium        | 0     | 1     | 0     | 1        |
| 14.      | Jugoszlávia    | 0     | 1     | 0     | 1        |
| Összesen | Összesen       | 41    | 41    | 41    | 123      |

## Érmesek

### Úszás

#### Férfi
| Versenyszám               | Arany                                                                                     | Arany    | Ezüst                                                                        | Ezüst    | Bronz                                                                                            | Bronz    |
| ------------------------- | ----------------------------------------------------------------------------------------- | -------- | ---------------------------------------------------------------------------- | -------- | ------------------------------------------------------------------------------------------------ | -------- |
| 50 m-es gyorsúszás        | Jörg Woithe · NDK                                                                         | 22,66    | Gennagyij Prigoda · Szovjetunió                                              | 22,73    | Stefan Volery · Svájc                                                                            | 22,75    |
| 100 m-es gyorsúszás       | Sven Lodziewski · NDK                                                                     | 49,79    | Stéphan Caron · Franciaország                                                | 49,88    | Dirk Richter · NDK                                                                               | 50,35    |
| 200 m-es gyorsúszás       | Anders Holmertz · Svédország                                                              | 1:48,44  | Giorgio Lamberti · Olaszország                                               | 1:48,68  | Michael Groß · NSZK                                                                              | 1:49,02  |
| 400 m-es gyorsúszás       | Uwe Daßler · NDK                                                                          | 3:48,95  | Rainer Henkel · NSZK                                                         | 3:49,28  | Thomas Fahrner · NSZK                                                                            | 3:49,82  |
| 1500 m-es gyorsúszás      | Rainer Henkel · NSZK                                                                      | 15:02,23 | Uwe Daßler · NDK                                                             | 15:02,30 | Stefan Pfeiffer · NSZK                                                                           | 15:03,06 |
|                           |                                                                                           |          |                                                                              |          |                                                                                                  |          |
| 100 m-es hátúszás         | Szergej Zabolotnov · Szovjetunió                                                          | 56,06    | Frank Baltrusch · NDK                                                        | 56,40    | Frank Hoffmeister · NSZK                                                                         | 56,71    |
| 200 m-es hátúszás         | Szergej Zabolotnov · Szovjetunió                                                          | 1:59,35  | Igor Poljanszkij · Szovjetunió                                               | 1:59,37  | Frank Baltrusch · NDK                                                                            | 2:00,22  |
|                           |                                                                                           |          |                                                                              |          |                                                                                                  |          |
| 100 m-es mellúszás        | Adrian Moorhouse · Nagy-Britannia                                                         | 1:02,13  | Dmitrij Volkov · Szovjetunió                                                 | 1:02,43  | Gianni Minervini · Olaszország                                                                   | 1:02,66  |
| 200 m-es mellúszás        | Szabó József · Magyarország                                                               | 2:13,87  | Szergej Szokolovszkij · Szovjetunió                                          | 2:14,97  | Adrian Moorhouse · Nagy-Britannia                                                                | 2:15,78  |
|                           |                                                                                           |          |                                                                              |          |                                                                                                  |          |
| 100 m-es pillangóúszás    | Andy Jameson · Nagy-Britannia                                                             | 53,62    | Michael Groß · NSZK                                                          | 53,76    | Benny Nielsen · Dánia                                                                            | 54,08    |
| 200 m-es pillangóúszás    | Michael Groß · NSZK                                                                       | 1:57,59  | Benny Nielsen · Dánia                                                        | 1:57,74  | Vagyim Jaroscsuk · Szovjetunió                                                                   | 1:58,51  |
|                           |                                                                                           |          |                                                                              |          |                                                                                                  |          |
| 200 m-es vegyesúszás      | Darnyi Tamás · Magyarország                                                               | 2:00,56  | Vagyim Jaroscsuk · Szovjetunió                                               | 2:01,67  | Raik Hannemann · NDK                                                                             | 2:02,30  |
| 400 m-es vegyesúszás      | Darnyi Tamás · Magyarország                                                               | 4:15,42  | Szabó József · Magyarország                                                  | 4:18,30  | Patrick Kühl · NDK                                                                               | 4:18,67  |
|                           |                                                                                           |          |                                                                              |          |                                                                                                  |          |
| 4 × 100 m-es gyorsváltó   | NDK · Dirk Richter · Thomas Flemming · Steffen Zesner · Sven Lodziewski                   | 3:19,17  | NSZK · Peter Sitt · Michael Groß · Rolf-Dieter Maltzann · Thomas Fahrner     | 3:20,51  | Szovjetunió · Gennagyij Prigoda · Vlagyimir Semetov · Venyiamin Tajanovics · Volodimir Tkacsenko | 3:21,14  |
| 4 × 200 m-es gyorsváltó   | NSZK · Peter Sitt · Rainer Henkel · Thomas Fahrner · Michael Groß                         | 7:13,10  | NDK · Lars Hinneburg · Thomas Flemming · Steffen Zesner · Sven Lodziewski    | 7:14,27  | Svédország · Tommy Werner · Michael Söderlund · Anders Holmertz · Markus Eriksson                | 7:21,31  |
| 4 × 100 m-es vegyes váltó | Szovjetunió · Igor Poljanszkij · Dmitrij Volkov · Konsztantyin Petrov · Gennagyij Prigoda | 3:41,51  | Nagy-Britannia · Neil Cochran · Adrian Moorhouse · Andy Jameson · Roland Lee | 3:42,01  | NDK · Frank Baltrusch · Christian Poswiat · Thomas Dressler · Sven Lodziewski                    | 3:43,90  |

#### Női
| Versenyszám               | Arany                                                                     | Arany   | Ezüst                                                                                 | Ezüst   | Bronz                                                                         | Bronz   |
| ------------------------- | ------------------------------------------------------------------------- | ------- | ------------------------------------------------------------------------------------- | ------- | ----------------------------------------------------------------------------- | ------- |
| 50 m-es gyorsúszás        | Tamara Costache · Románia                                                 | 25,50   | Katrin Meißner · NDK                                                                  | 25,65   | Christiane Pielke · NSZK                                                      | 25,88   |
| 100 m-es gyorsúszás       | Kristin Otto · NDK                                                        | 55,38   | Manuela Stellmach · NDK                                                               | 55,49   | Tamara Costache · Románia                                                     | 56,11   |
| 200 m-es gyorsúszás       | Heike Friedrich · NDK                                                     | 1:58,24 | Manuela Stellmach · NDK                                                               | 1:58,95 | Luminita Dobrescu · Románia                                                   | 2:00,87 |
| 400 m-es gyorsúszás       | Heike Friedrich · NDK                                                     | 4:06,39 | Astrid Strauss · NDK                                                                  | 4:07,71 | Stela Pura · Románia                                                          | 4:09,65 |
| 800 m-es gyorsúszás       | Anke Möhring · NDK                                                        | 8:19,53 | Astrid Strauss · NDK                                                                  | 8:32,24 | Csabai Judit · Magyarország                                                   | 8:37,71 |
|                           |                                                                           |         |                                                                                       |         |                                                                               |         |
| 100 m-es hátúszás         | Kristin Otto · NDK                                                        | 1:01,86 | Svenja Schlicht · NSZK                                                                | 1:02,21 | Kathrin Zimmermann · NDK                                                      | 1:02,55 |
| 200 m-es hátúszás         | Cornelia Sirch · NDK                                                      | 2:10,20 | Kathrin Zimmermann · NDK                                                              | 2:12,23 | Svenja Schlicht · NSZK                                                        | 2:12,72 |
|                           |                                                                           |         |                                                                                       |         |                                                                               |         |
| 100 m-es mellúszás        | Silke Hörner · NDK                                                        | 1:07,91 | Manuela Dalla Valle · Olaszország                                                     | 1:09,66 | Sylvia Gerasch · NDK                                                          | 1:09,83 |
| 200 m-es mellúszás        | Silke Hörner · NDK                                                        | 2:27,49 | Ingrid Lempereur · Belgium                                                            | 2:29,79 | Szvetlana Kuzmina · Szovjetunió                                               | 2:29,88 |
|                           |                                                                           |         |                                                                                       |         |                                                                               |         |
| 100 m-es pillangóúszás    | Kristin Otto · NDK                                                        | 59,52   | Birte Weigang · NDK                                                                   | 59,59   | Catherine Plewinski · Franciaország                                           | 59,83   |
| 200 m-es pillangóúszás    | Kathleen Nord · NDK                                                       | 2:08,85 | Birte Weigang · NDK                                                                   | 2:09,60 | Stela Pura · Románia                                                          | 2:11,56 |
|                           |                                                                           |         |                                                                                       |         |                                                                               |         |
| 200 m-es vegyesúszás      | Cornelia Sirch · NDK                                                      | 2:15,04 | Daniela Hunger · NDK                                                                  | 2:15,27 | Noemi Lung · Románia                                                          | 2:15,84 |
| 400 m-es vegyesúszás      | Noemi Lung · Románia                                                      | 4:40,21 | Jelena Gyengyeberova · Szovjetunió                                                    | 4:42,62 | Kathleen Nord · NDK                                                           | 4:44,09 |
|                           |                                                                           |         |                                                                                       |         |                                                                               |         |
| 4 × 100 m-es gyorsváltó   | NDK · Manuela Stellmach · Heike Friedrich · Kristin Otto · Katrin Meißner | 3:42,58 | Hollandia · Marianne Muis · Diana van der Plaats · Mildred Muis · Karin Brienesse     | 3:45,93 | NSZK · Stephanie Bofinger · Svenja Schlicht · Christiane Pielke · Karin Seick | 3:46,49 |
| 4 × 200 m-es gyorsváltó   | NDK · Manuela Stellmach · Heike Friedrich · Astrid Strauss · Anke Möhring | 7:55,47 | Románia · Luminita Dobrescu · Stela Pura · Anca Patrascoiu · Noemi Lung               | 8:09,15 | NSZK · Svenja Schlicht · Heike Höller · Julia Lebek · Birgit Schulz-Lohberg   | 8:09,89 |
| 4 × 100 m-es vegyes váltó | NDK · Kristin Otto · Silke Hörner · Birte Weigang · Manuela Stellmach     | 4:04,05 | Olaszország · Lorenza Vigarani · Manuela Dalla Valle · Ilaria Tocchini · Silvia Persi | 4:10,04 | NSZK · Svenja Schlicht · Britta Dahm · Susanne Schuster · Christiane Pielke   | 4:10,92 |

### Műugrás
Férfi
| Versenyszám         | Arany                            | Arany  | Ezüst                     | Ezüst  | Bronz                               | Bronz  |
| ------------------- | -------------------------------- | ------ | ------------------------- | ------ | ----------------------------------- | ------ |
| 3 m-es műugrás      | Albin Killat · NSZK              | 663,18 | Niki Stajković · Ausztria | 647,25 | Alekszandr Gladcsenko · Szovjetunió | 621,60 |
| 10 m-es toronyugrás | Georgij Csogovadze · Szovjetunió | 618,48 | Jan Hempel · NDK          | 596,64 | Arszen Dzsavadjan · Szovjetunió     | 578,37 |

Női
| Versenyszám         | Arany                         | Arany  | Ezüst                                | Ezüst  | Bronz              | Bronz  |
| ------------------- | ----------------------------- | ------ | ------------------------------------ | ------ | ------------------ | ------ |
| 3 m-es műugrás      | Daphne Jongejans · Hollandia  | 525,76 | Marina Babkova · Szovjetunió         | 518,88 | Brita Baldus · NDK | 513,42 |
| 10 m-es toronyugrás | Jelena Mirosina · Szovjetunió | 475,50 | Anzsela Sztaszjulevics · Szovjetunió | 433,68 | Silke Abicht · NDK | 408,09 |

### Szinkronúszás
| Versenyszám | Arany                                        | Arany   | Ezüst                          | Ezüst   | Bronz                                       | Bronz   |
| ----------- | -------------------------------------------- | ------- | ------------------------------ | ------- | ------------------------------------------- | ------- |
| Egyéni      | Muriel Hermine · Franciaország               | 188,700 | Alexandra Worisch · Ausztria   | 182,467 | Karin Singer · Svájc                        | 179,067 |
| Páros       | FranciaországMuriel Hermine · Karine Schuler | 184,608 | SvájcEdith Boss · Karin Singer | 178,343 | SzovjetunióIrina Csukova · Tatyjana Tyitova | 176,642 |
| Csapat      | Franciaország                                | 178,487 | Szovjetunió                    | 177,373 | Svájc                                       | 172,975 |

### Vízilabda
| Versenyszám | Arany       | Ezüst        | Bronz         |
| ----------- | ----------- | ------------ | ------------- |
| Férfi       | Szovjetunió | Jugoszlávia  | Olaszország   |
| Női         | Hollandia   | Magyarország | Franciaország |